# Nitrammide
La nitrammide è un composto chimico inorganico che, come indica il nome, è l'ammide dell'acido nitrico (HO–NO2), cioè una molecola in cui un gruppo amminico (-NH2) rimpiazza un ossidrile (-OH) dell'acido nitrico; la sua formula molecolare è quindi H2N–NO2. Questa è la molecola capostipite dalla quale derivano le nitrammidi per sostituzione di uno o entrambi gli atomi di idrogeno con alchili o arili (RHN–NO2 o R2N–NO2). Queste però, diversamente dal nome raccomandato dalla IUPAC, vengono comunemente chiamate nitrammine, in quanto si considerano derivate dalle ammine per sostituzione di un H con il gruppo nitro -NO2, sebbene il loro comportamento chimico sia quello di ammidi.
Alcuni suoi derivati, come alcune nitrammine, sono noti per essere esplosivi anche potenti e come tali largamente utilizzati, ma la nitrammide stessa parecchio meno.
La nitrammide è un isomero strutturale dell'acido iponitroso HO–N=N–OH (esistente nelle forme E e Z).

## Proprietà e struttura
A temperatura ambiente la nitrammide si presenta come un solido cristallino incolore e bassofondente (72-75 °C), ottenibile in forma di scaglie lucenti dalla ricristallizzazione da etere di petrolio; si può anche ottenere convenientemente per precipitazione da una sua soluzione eterea per aggiunta di cloroformio.
È molto solubile in acqua, ma anche in alcool, etere, acetone e acetato di etile, si scioglie abbastanza anche in diossano, poco solubile in benzene, mentre è molto poco solubile in in etere di petrolio e cloroformio.
La nitrammide è una sostanza polare e protica:  la molecola può essere donatrice di 2 legami idrogeno e accettrice di 4.  La nitrammide presenta un intenso assorbimento nell'ultravioletto a λmax = 206 nm.
La nitrammide è un composto termodinamicamente stabile, ΔHƒ° = -89,5 kJ/mol, ma molto poco stabile cineticamente: tende a decomporsi lentamente in protossido di azoto (N2O) e acqua (vide infra); a 15°C la sua emivita è di circa 2 ore e la decomposizione è molto più veloce in ambiente basico (meccanismo con catalisi basica);  a questa stessa decomposizione va soggetto anche il suo isomero acido iponitroso. Inoltre, la nitrammide è un composto potenzialmente esplosivo come pure, e anche molto di più, alcune nitrammine derivate, come ad esempio la ciclonite, che trova largo impiego in ambito militare.

### Proprietà molecolari
Nella molecola della nitrammide figurano due atomi di azoto uniti tra loro, ma questi si trovano in condizioni diverse: uno è trivalente (azoto ammidico) e allo stato di ossidazione -2 e l'altro è pentavalente (azoto nitrico) con stato di ossidazione +4. Di questi due gruppi, quello ammidico -NH2 è a rilascio elettronico per effetto mesomero (+M), mentre quello nitrico -NO2 è un (forte) elettron-attrattore (effetto mesomero -M), per cui è attendibile un trasferimento di densità elettronica intramolecolare dal primo al secondo.
Infatti, la molecola della nitrammide, a differenza delle ammine, è un ibrido di risonanza tra tre possibili forme limite, dove le prime due (identiche tra loro) sono quelle tipiche dell'azoto nitrico e l'ultima, che coinvolge invece l'azoto amminico, ha indubbiamente un peso minore nell'ibrido in quanto implica un'ulteriore separazione di carica:
H2N–+N(−O−)=O   ↔   H2N–+N(=O)−O−   ↔   H2+N=N+(−O−)−O−
La presenza di quest'ultima forma è tuttavia importante: in combinazione con l'effetto induttivo (-I) dell'azoto nitrico sul gruppo amminico fa sì che la molecola dia reazione acida in soluzione, invece che basica, come per le ammine.
La molecola della nitrammide è molto polare, il suo momento di dipolo è riportato come 3,57 D. Risulta planare allo stato solido, dove è immersa in un reticolo cristallino, ma non planare se libera allo stato di vapore.

### Parametri strutturali
Da indagini spettroscopiche rotazionali in fase vapore nella regione delle microonde è stato possibile ricavare, tra l'altro, distanze (r) ed angoli (∠) di legame:
r(N–H) = 100,5 pm; r(N–N) = 142,7 pm; r(N=O) = 120,6 pm (assunto);
∠(HNH) = 115,2°; ∠(ONO) = 130,1°.
Inoltre, l'atomo di azoto del gruppo ammidico è piramidale: l'angolo diedro formato tra il piano di NH2 e quello di NO2 ammonta a 51,2°.
Mentre i legami N–H hanno lunghezze praticamente normali (101 pm), quello N−N è un po' più corto rispetto al legame singolo nell'idrazina (145 pm), nella quale non c'è risonanza e al valor medio, che è di 147 pm. La sua lunghezza allo stato solido, dove la molecola è planare, è molto minore e cade nell'intervallo 131,8-132,2 pm e, al tempo stesso, il legame N=O risulta più lungo che nel vapore, 123,7 pm, in accordo alla presenza di un contributo non trascurabile della terza forma limite.
L'angolo HNH è intermedio tra il valore di 109,5° previsto per l'ibridazione sp3 e i 120° per quella sp2 e anche il tipo di ibridazione deve essere intermedio, il che però non riesce a portare l'azoto del gruppo -NH2 ad essere planare con il resto della molecola, per cui la simmetria molecolare è Cs. Analoga piramidalizzazione si riscontra pure nel caso della cianammide H2N−C≡N. Nel suo derivato dimetilico, la dimetilnitrammina (CH3)2N−NO2, l'atomo di azoto ammidico è invece quasi planare: la somma dei tre angoli su N è riportata essere 354,6°.

## Preparazione
La nitrammide può essere ottenuta in soluzione acquosa per via diretta dalla reazione dell'ammoniaca con l'anidride nitrica:
2 NH3 + N2O5   →   2 H2N−NO2 + H2O
La vecchia sintesi classica (Thiele e Lachman) si basa sul trattamento del sale dipotassico dell'acido nitrocarbammico (sintetizzato in più stadi a partire dal cianato di potassio) con acido solforico, che causa anche decarbossilazione:
O2N−NK−COOK + 2 H2SO4   →   H2N−NO2 + CO2 + 2 KHSO4
In maniera simile, anche la decarbossilazione dell'acido nitrocarbammico porta alla nitrammide:
O2N−NH−COOH   →   H2N−NO2 + CO2
Un'altra via consiste nel trattare il solfammato di sodio con acido nitrico concentrato:
NaO−SO2−NH2 + HNO3   →   H2N−NO2 + NaHSO4

## Tautomeria e proprietà acido-base
La nitrammide esiste in soluzione in equilibrio tautomerico nel quale un protone si sposta dal gruppo ammidico all'ossigeno negativo del gruppo nitrico, generando però una specie che è di gran lunga minoritaria nell'equilibrio stesso:
H2N–+N(−O−)=O  (I)   ⇌   HN=+N(−OH)=O  (II)     [Keq ≈ 10−6]
La presenza del gruppo nitro, che è un notevole elettron-attrattore per effetto mesomero (effetto -M) e stabilizzatore di anioni adiacenti, unito al gruppo amminico -NH2, oltre ad agire sulla polarità della molecola, altera profondamente anche le proprietà acido-base di quest'ultimo e quindi dell'intera molecola. Infatti, diversamente dalle ammine in cui è presente solo il gruppo amminico e che sono basiche, la nitrammide in acqua si comporta da acido, seppur debole: il pKa per la deprotonazione dal tautomero (I) risulta essere 6,55 a 25 °C, mentre al distacco del protone da quello (II), che assomiglia alla struttura dell'acido nitrico (acido forte), compete un pKa ≈ 0,55.
Questo comportamento è analogo a quello che si riscontra nel nitrometano H3C−NO2, dove la presenza dello stesso gruppo nitro rende debolmente acidi gli idrogeni del gruppo metilico: il pKa del nitrometano è riportato essere 10,2. Il nitrometano è quindi un acido di minor forza rispetto a quella della nitrammide, perché all'effetto mesomero si aggiunge l'effetto della differenza di elettronegatività [χ(N) > χ(C)] tra gli atomi ai quali gli idrogeni sono uniti in queste due molecole. La deprotonazione della nitrammide, come quella del nitrometano, comporta infatti la formazione di una base coniugata stabilizzata per risonanza:
H2N–+N(−O−)=O + H2O   ⇌   H3O+ + [ HN–+N(−O−)=O    ↔    HN=N+(−O−)2 ]
La protonazione della nitrammide, vista la presenza del gruppo nitro che impegna in risonanza (effetto mesomero -M) il doppietto libero dell'azoto amminico, non è facile. Quando però la nitrammide viene sciolta in acido fluoridrico anidro a -60 °C (H0 = -15,1) gli spettri di RMN del nuclide 14N mostrano che si verifica la protonazione, con la formazione in soluzione del sale [H2N−NO2H]+ [HF2·(n HF)]−, in cui il protone ceduto è alloggiato sull'ossigeno nitrico, come avviene per la protonazione in fase gassosa (vide infra). Tuttavia, la rimozione di HF sotto vuoto, anche a -78 °C, causa decomposizione. Quando però alla soluzione iniziale vengono aggiunti in quantità equimolari AsF5 o SbF5, forti acidi di Lewis e accettori di ioni fluoruro, è possibile rimuovere HF e isolare allo stato cristallino i corrispondenti sali con gli anioni AsF6− o SbF6−. Questi sali sono comunque molto sensibili all'umidità e in ogni caso si decompongono sopra a -40 °C. Nel caso di SbF5, mentre in soluzione la protonazione avviene ancora sull'ossigeno, allo stato solido è preferita la protonazione sull'azoto amminico e il sale è formulato [H3N−NO2]+ [SbF6]−.

### Chimica ionica in fase gassosa
La deprotonazione in fase gassosa della nitrammide, una misura della sua forza acida intrinseca, richiede 1448 ± 9,2 kJ/mol. La nitrammide è quindi più acida del nitrometano (H3C−NO2) che richiede 1498 ± 21 kJ/mol.
La sua basicità intrinseca è invece data dalla sua affinità protonica, che risulta essere di 757,4 kJ/mol; in tal caso, il sito preferito per la protonazione trovato sperimentalmente è rappresentato da uno degli atomi di ossigeno del gruppo -NO2, e non quello di azoto di -NH2 (da dove invece avviene la deprotonazione), fatto che si è dimostrato in accordo con i risultati in proposito di calcoli ab initio al livello G1. Questa preferenza sul sito di protonazione risulta, per la nitrammide, in contrasto con quella riportata per l'acido nitrico, dove a protonarsi è l'ossidrile -OH unito a -NO2 e analogamente è l'alcossile -OR a protonarsi di preferenza nel caso dei suoi esteri (nitrati alchilici).
Il potenziale di ionizzazione riscontrato per la molecola risulta essere di 11,02 ± 0,06 eV, un valore molto simile a quello del nitrometano (11,08 ± 0,04 eV), ma un po' inferiore a quello dell'acido nitrico (11,95 ± 0,01 eV).

## Reazioni
In ambiente basico la nitrammide si decompone e la reazione inizia con la deprotonazione del gruppo ammidico. Questo è uno stadio veloce, come in generale avviene per le reazioni acido-base in soluzione acquosa; l'anione che così si forma, ancora in presenza di base, elimina H2O in uno stadio che invece è lento, formando il protossido di azoto:
H2N–+N(−O−)=O + OH−   →   HN−–+N(−O−)=O + H2O     [stadio veloce]
HN−–+N(−O−)=O   →   N≡N+−O− ↑ + OH−     [stadio lento]
Per trattamento con oleum (al 20% di SO3) a -30 °C e successiva idrolisi, la nitrammide fornisce una soluzione acquosa di dinitrammide HN(NO2)2, cioè l'immide dell'acido nitrico, il cui spettro UV è caratterizzato da λmax = 285 nm e l'assorbanza è ε = 5.670 L·mol-1·cm-1.
Per reazione con anidride acetica in eccesso, per due giorni a temperatura ambiente e successivo lavaggio in acqua a 0°C, la nitrammide forma un precipitato di N-nitroacetammide CH3CO−NH−NO2.
La nitrammide reagisce con la formaldeide (2 moli) dando come prodotto di condensazione principale la bis(idrossimetil)nitrammide:
H2N–NO2 + 2 H2C=O   →   (HO-CH2)2N–NO2